# Юца
Юца (рос. Юца) — село Предгірного району (муніципального округу) Ставропольського краю, Росія.
До 16 березня 2020 року було адміністративним центром муніципального утворення «Сільське поселення Юцька сільрада».

## Історія
Точна дата заснування Юцьких або, як їх ще по-іншому називали, Водопадських хуторів невідома. Приблизний час заснування перших хуторів припадає на 1850–1860 рр. Офіційно селище Юца було засновано у 1885 році баптистами.
- 1918 р. — Була організована сільсько-господарська комуна.
- жовтень 1920 року — Білоповстанці напали на комуну і розгромили її. Декілька комунарів були вбиті та злодійки замордовані. Пам'ятник Комунарам полеглим у 1920 році знаходиться в центрі села Юца біля Вічного вогню.

## Релігія
У селищі Юца проживають люди різних конфесій: православні, адвентисти сьомого дня, євангельські християни баптисти, відокремлені баптисти, християни віри євангельської (п'ятидесятники), свідки Єгови, духовні християни молокани, молокани-стрибуни, адвентисти-реформісти, еговісти-ільінци. Які мирно уживаються між собою.

### Російська Православна Церква
По вулиці Луценко, біля підніжжя гори Юца (Джуца перша), знаходиться діюча православна церква Казанської ікони Божої Матері. Будівництво церкви розпочалось у 1990 році. 4 листопада 1998 року церкву Казанської ікони Божої Матері було освячено. Святині цекрви: ікона Божої Матері «Знамення», ікона Святителя Миколи Чудотворця та ікона Казанської Божої Матері, на честь якої й названий храм.

### Церква Адвентистів Сьомого Дня
Молитовний будинок адвентистів сьомого дня розташований за адресою провулок Нижній, б. 21, в 50 метрах від річки Юца.

## Освіта
- Середня школа № 10
- Середня школа № 11
- Початкова школа № 37
- Музична школа

## Відомі люди
У селі проживала Герой Соціалістичної Праці Ульяник Марія Іванівна.